# 草競馬 (歌)
『草競馬』（くさけいば）は、アメリカ合衆国の作曲家であるスティーブン・フォスターが作詞・作曲した歌曲である （ Play）。原題は"Gwine to Run All Night, or De Camptown Races"（一晩中走れ、あるいはキャンプタウンの競馬）と言い、単に"Camptown Races"とも呼ばれる。
「ミンストレル・ショー」と呼ばれる芝居で使用する曲として作られた。1850年2月にメリーランド州ボルチモアの楽譜出版者F・D・ベンティーンによって出版された、その後、ベンティーンは1852年にギター伴奏付きの別バージョンを"The Celebrated Ethiopian Song/Camptown Races"のタイトルで出版した。この曲は出版されてすぐに人気のアメリカーナとなった。

## 歌詞
1番の歌詞を以下に示す。歌詞全体は英語版Wikisourceを参照。
Camptown ladies sing dis song, Doo-dah! doo-dah!

Camptown race-track five miles long, Oh, doo-dah day!

I come down dah wid my hat caved in, Doo-dah! doo-dah!

I go back home wid a pocketful of tin, Oh, doo-dah day!

Gwine to run all night!

Gwine to run all day!

I'll bet my money on de bob-tail nag,

Somebody bet on de bay.
日本語訳
キャンプタウンの女達が歌う、ドゥーダー! ドゥーダー!

キャンプタウンの競馬場は5マイルだ、オー、ドゥーダーデー!

俺はひしゃげた帽子を被ってやって来て、ドゥーダー! ドゥーダー!

小銭でポケットを一杯にして帰るんだ、オー、ドゥーダーデー!

一晩中走れ!

一日中走れ!

俺はボブテイルの馬に賭けるんだ。

鹿毛に賭ける奴もいる。

## 反応

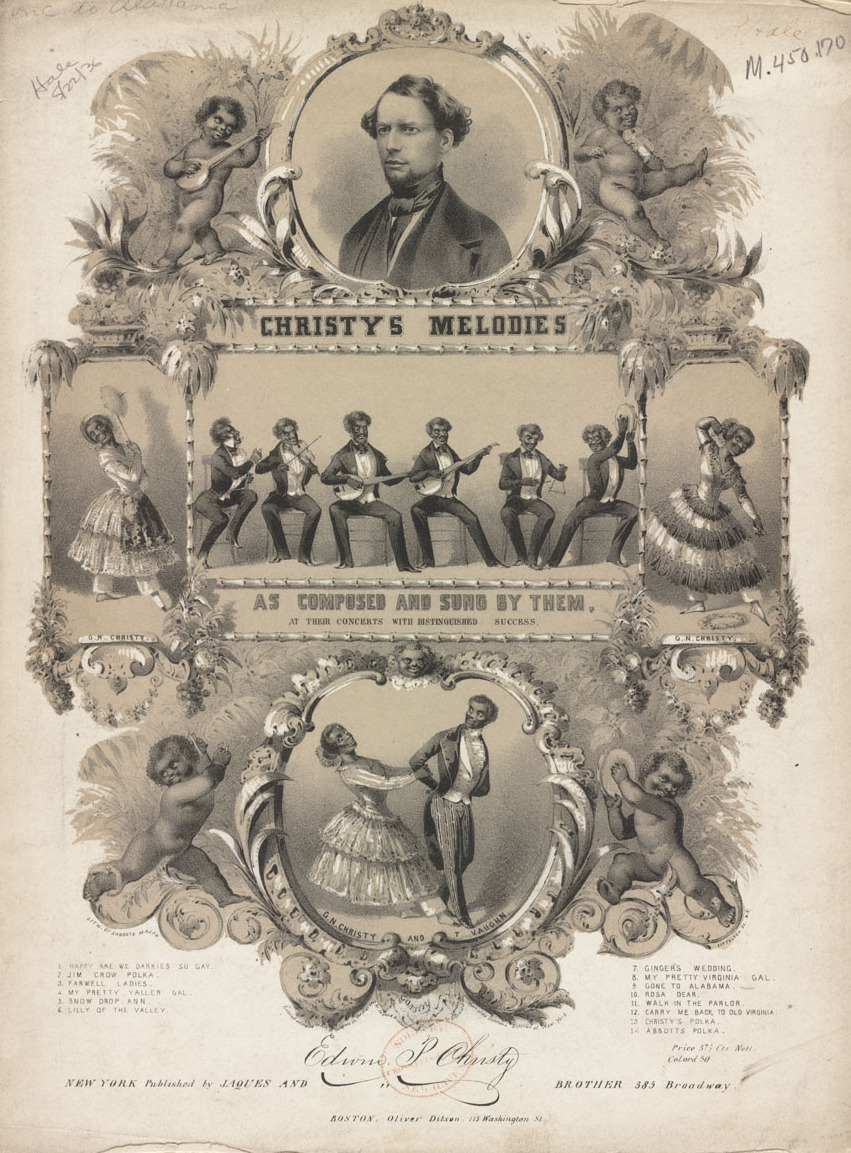
『草競馬』はクリスティーズ・ミンストレルによって紹介された。

ニューヨーク公共図書館のアメリカーナ・コレクションのキュレーターだったリチャード・ジャクソンは、本曲について次のように書いている。
フォスターは、この曲をミンストレル・ショーの舞台で使うために特別に作った。彼はこの曲を、集団によるリフレインを伴う独唱曲として作曲した。方言を使用した彼の詩には、彼の最も鮮明な心像とともに、民話のような野趣のある誇張と粗野な魅力がある。『おおスザンナ』とともに、『草競馬』はミンストレル時代の至宝の一つである。
司書のウィリアム・スタッドウェルの"The Americana Song Reader"によれば、本曲はクリスティーズ・ミンストレルによって紹介され、全米のミンストレル劇団で歌われるようになった。スタッドウェルは、「この弾むような不朽のアメリカーナの魅力の多くは、フォスターのナンセンスな歌詞によるものである」と述べている。"Banks of the Sacramento"や"A Capital Ship"などの替え歌が作られたほか、1860年の大統領選挙における反リンカーン派がこの歌の替え歌を歌っていた。
音楽史家のリチャード・クロフォードは"America's Musical Life"の中で、本曲がダン・エメットの『オールド・ダン・タッカー』(Old Dan Tucker)に似ており、フォスターはエメットの曲を元にして本曲を作ったのではないかと指摘している。どちらの曲も、楽器の高音とボーカルの低音の対比、コミカルな誇張表現、ヴァース‐コーラス形式、コール・アンド・レスポンス、シンコペーションなどを特徴とする。しかし、フォスターの曲は「元気で調子が良い」のに対し、エメットの曲は「疾走感があり攻撃的」である。クロフォードは、2つの曲の間のこの違いは、異なる音楽スタイルの表れであると指摘している。また、1840年代には荒々しく筋肉質で非叙情的だったミンストレルが、1950年代には上品さと叙情性を持つようになり、悲しい歌や感傷的な歌、ラブソングなどへレパートリーが拡大していったことも指摘している。クロフォードは、ダン・エメットとヴァージニア・ミンストレルの特徴だった「騒々しい即興の娯楽」は20世紀半ばには時代遅れとなり、ミンストレルは「落ち着いた、バランスのとれたショー」に変化していったと説明している。
1850年の原歌詞には、あからさまな黒人訛り（方言）が使われていた。現代の英語歌詞はその部分を改訂したものである。

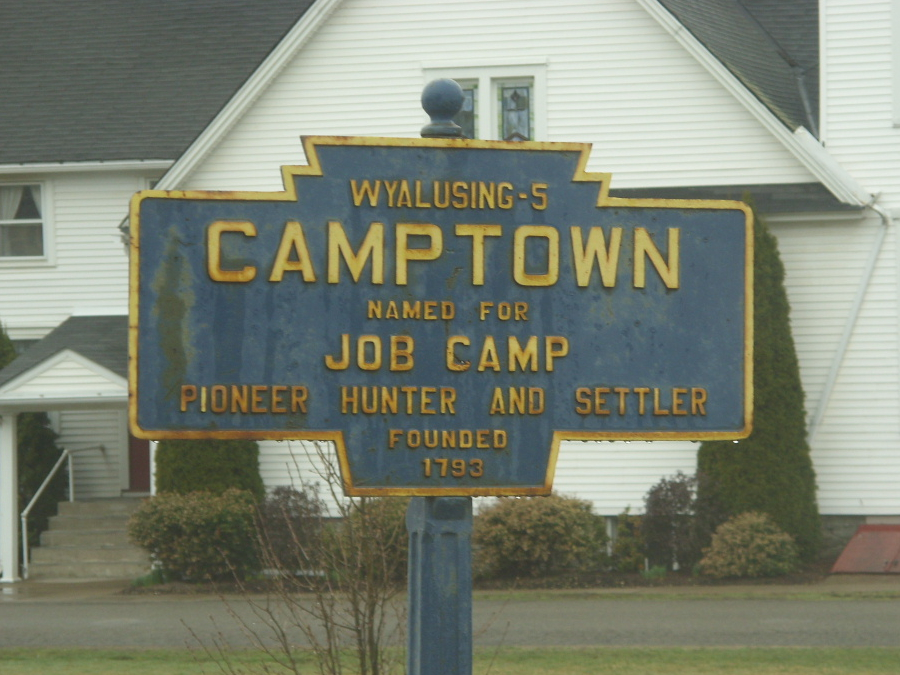
ペンシルベニア州ワイアルージングの北4.2マイルにあるキャンプタウンのキーストーンマーカー

歴史家は、本曲の舞台となったのはペンシルベニア州北東部の山間部にあるキャンプタウン村であるとしている。ペンシルベニア歴史協会は、フォスターが本曲を作る前にこの村を訪れていたことを、そしてブラッドフォード郡歴史協会は、フォスターが1840年と1841年に近くのトウォンダとアセンズの学校に通っていた記録を確認しているという。これらの学校から5マイル（8キロメートル）離れたところにキャンプタウンの草競馬場があり、年に1度草競馬が開催されていた。

## 使用例
ルイス・モロー・ゴットシャルクは、1855年のピアノ曲『バンジョー』の中で本曲のメロディーを引用している。チャールズ・アイヴズは、1909年に作曲した『交響曲第2番』に欧米の様々な旧来の旋律を引用しているが、その中に本曲も含まれている。
サッカーイングランド代表のサポーターによって歌われる応援歌である"Two World Wars and One World Cup"（2つの世界大戦と1つのワールドカップ）は、本曲の替え歌である。
2020年東京オリンピックの開会式では、全50種目のピクトグラムを全身で表現するパフォーマンス中、馬術競技のピクトグラムを演じている際にこの曲の一部が使用された。

### 日本での使用例
日本でも訳詞されて広く親しまれている。訳詞はいくつかあるが、知られたものには津川主一、峯陽、並木祐一、北川あさ子のものなどがある。

#### テレビ番組
- 『みんなのうた』（NHK） - 1971年6月に紹介された。放送では北川あさ子訳詞のバージョンを使用し、映像は月岡貞夫制作のアニメーションだった（映像はDVD-BOX『NHK みんなのうた』のDISC.4に収録されている）。その後、1972年6月に再放送されたほか、2022年2月には『白い道』（1975年版）・『コックのポルカ』・『バケツの穴』と合わせて放送された。
- 『クイズダービー』（TBS系） - 解答者が答えを考えている際（シンキングタイム）のBGMとして使用していた。
- 『スーパー競馬』（フジテレビ系） - コメンテーターや競馬評論家がレースの予想をするときのBGMとして使用していた。

#### コマーシャルソング
本曲の替え歌によるCMソングを使用したCMがこれまでに数多く放送されている。
- タモリ出演の佐藤製薬「ユンケル黄帝液」
- 大地康雄&イッセー尾形やコント55号などが出演の学生援護会（後のインテリジェンス→パーソルキャリア）「DODA」
- 鈴鹿サーキット（1990年代）
- 関東電気保安協会（1990年代）
- 大阪ガスによるガスヒートポンプエアコンのCM（2000年ごろ）
- アパマンショップ（2011年ごろ）
- 本曲の替え歌を使用している名古屋・栄の家電量販店「トップカメラ」では同店CMソングを常時店内で流している。この曲は公式ホームページで公開されている[16]。
- 瀬戸康史出演のエバラ『プチッと鍋 鍋になる寄せ鍋』篇[17]、『プチッと鍋 鍋になるキムチ鍋』篇[18]（2019年）[19]
- みやぞん出演のはごろもフーズ『シャキッと！コーン バタ☆コン レッツバタコ』篇（2020年）[20]
- バンダイナムコ『おうちでワイワイシリーズ』（2020年）
- 吉岡里帆出演のココナラ『依頼者編』[21]、『ナビゲーター編』[22]、『ココナラダンス編』[23]（2022年）[24]
- ロッテ『PEANUTS×ガーナチョコレート キミの笑顔がいちばんのプレゼント』篇[25]（2022年）[26]

#### ゲーム
- 『ステークスウィナー』シリーズ（SNK） - 遊び方説明のBGMとして使用されている。
- 『ファミリージョッキー』（ナムコ） - ファミリーコンピュータ版において、BGMとして使用されている。
- 『独眼竜政宗』（ナムコ） - ミニゲーム（流鏑馬）のBGMとして使用されている。
- 『フロッガー』（コナミ） - BGMとして使用されている。

#### 鉄道駅の放送
以下の駅では、セイコーエプソン製のメロディICに内蔵されている音源を列車の接近もしくは発車時の警告音として使用している。
- 西日本旅客鉄道（JR西日本）
  - 加古川駅
  - 姫路駅
  - 西富山駅
- 東日本旅客鉄道（JR東日本）
  - 西若松駅
- 東武鉄道
  - 太田駅
  - 東武宇都宮駅
  - 新栃木駅
- えちごトキめき鉄道
  - 谷浜駅

このほか、JR西日本高山本線の越中八尾駅と氷見線の越中中川駅でも別の音源が接近警告音として使用されている。
また京浜急行電鉄本線立会川駅では、大井競馬場の最寄り駅であることにちなみ、2009年1月20日から接近メロディとして使用されている。編曲は塩塚博が手掛けた。

#### その他
- 仙台市 - 家庭ゴミの収集車がオルゴールの音色でスピーカーから流している。
- 東濃信用金庫 - 前身の「多治見信用金庫」時代から一部店舗で平休日問わず正午になると店舗屋上の行名塔下に設置されたトランペットスピーカーから本曲（インスト）を流し、正午を知らせていた（現在は騒音問題なども絡み実施していない）。
- 豊島紡績 - 1980年代までは、正午になるとウェストミンスターのチャイム前半に続き、本曲のインストルメンタルを流していた。なお豊島紡績では他の時刻でもその時刻の曲を流していた。
- ヤマハ硬式野球部 - 応援歌の一つとして使用している。
- ばんえい競馬 - 発売締切前のBGMとして使用している。
- リンガーハット - 店舗において、餃子が焼き上がった際のメロディとして使用している。
- 真田雅則 （元サッカー選手）- 元清水エスパルス時代の個人応援歌として本曲が使用されていた。
- JRA-PAT - ファミリーコンピュータ版・スーパーファミコン版にて通信中のBGMとして使用。
- 清水ミチコ - アルバム「飴と鞭」に替え歌「ニュースキャスター四姉妹」を収録。
- ロジャー・バーナディーナ - 起亜タイガース時代の個人応援歌として使用されていた。